# Episodi di Casualty (ventiseiesima stagione)
La ventiseiesima stagione della serie televisiva Casualty è stata trasmessa in anteprima nel Regno Unito da BBC One tra il 13 agosto 2011 e il 22 luglio 2012.
| nº | Titolo originale                         | Titolo italiano | Prima TV UK       | Prima TV Italia |
| -- | ---------------------------------------- | --------------- | ----------------- | --------------- |
| 1  | Partners                                 |                 | 13 agosto 2011    |                 |
| 2  | Starting Out                             |                 | 20 agosto 2011    |                 |
| 3  | Common Vector                            |                 | 27 agosto 2011    |                 |
| 4  | Memory Games                             |                 | 3 settembre 2011  |                 |
| 5  | To Have and Have Not                     |                 | 17 settembre 2011 |                 |
| 6  | Fixed                                    |                 | 24 settembre 2011 |                 |
| 7  | Wild Horses                              |                 | 1º ottobre 2011   |                 |
| 8  | Charlie's Angels                         |                 | 8 ottobre 2011    |                 |
| 9  | Mea Culpa                                |                 | 15 ottobre 2011   |                 |
| 10 | Sanctuary                                |                 | 22 ottobre 2011   |                 |
| 11 | A Pound of Flesh                         |                 | 29 ottobre 2011   |                 |
| 12 | Natural Selection                        |                 | 5 novembre 2011   |                 |
| 13 | No Goodbyes                              |                 | 19 novembre 2011  |                 |
| 14 | The Ties That Bind                       |                 | 26 novembre 2011  |                 |
| 15 | Next of Kin (Part 1)                     |                 | 3 dicembre 2011   |                 |
| 16 | Next of Kin (Part 2)                     |                 | 10 dicembre 2011  |                 |
| 17 | Duty of Care                             |                 | 7 gennaio 2012    |                 |
| 18 | Death and Doughnuts                      |                 | 14 gennaio 2012   |                 |
| 19 | Trust                                    |                 | 21 gennaio 2012   |                 |
| 20 | Hero Syndrome                            |                 | 28 gennaio 2012   |                 |
| 21 | The Only One You Love                    |                 | 4 febbraio 2012   |                 |
| 22 | Confidences                              |                 | 11 febbraio 2012  |                 |
| 23 | Love Is                                  |                 | 18 febbraio 2012  |                 |
| 24 | Grand Canyon                             |                 | 25 febbraio 2012  |                 |
| 25 | Ricochet 'How to Save a Life'            |                 | 3 marzo 2012      |                 |
| 26 | Ricochet 'Damage Control'                |                 | 10 marzo 2012     |                 |
| 27 | Ricochet 'What Goes Around Comes Around' |                 | 17 marzo 2012     |                 |
| 28 | Lest Ye Be Judged                        |                 | 24 marzo 2012     |                 |
| 29 | Saturday Night Fever                     |                 | 31 marzo 2012     |                 |
| 30 | When the Gloves Come Off                 |                 | 7 aprile 2012     |                 |
| 31 | Fools for Love                           |                 | 14 aprile 2012    |                 |
| 32 | Desperate Remedies                       |                 | 21 aprile 2012    |                 |
| 33 | Appropriate Force                        |                 | 28 aprile 2012    |                 |
| 34 | Happily Ever After                       |                 | 5 maggio 2012     |                 |
| 35 | Home Truths                              |                 | 12 maggio 2012    |                 |
| 36 | Teenage Dreams                           |                 | 19 maggio 2012    |                 |
| 37 | All in a Day's Nightmare (Part 1)        |                 | 2 giugno 2012     |                 |
| 38 | All in a Day's Nightmare (Part 2)        |                 | 8 giugno 2012     |                 |
| 39 | Zero Sum Game                            |                 | 7 luglio 2012     |                 |
| 40 | Do the Right Thing                       |                 | 14 luglio 2012    |                 |
| 41 | #HolbyRiot (Part 1)                      |                 | 21 luglio 2012    |                 |
| 42 | #HolbyRiot (Part 2)                      |                 | 22 luglio 2012    |                 |